# Josep Maria de Sagarra i de Castellarnau
Josep Maria de Sagarra i de Castellarnau   (Barcelona, 5 de març de 1894 - Barcelona, 27 de setembre de 1961) va ser un poeta, novel·lista, dramaturg, periodista i traductor català. Fou l'autor d'obres dramàtiques molt populars i membre destacat de l'Institut d'Estudis Catalans i de la Reial Acadèmia de Bones Lletres. Obtingué nombrosos premis literaris.

## Biografia

### Orígens familiars i infantesa
Provenia d'una família de la petita aristocràcia barcelonina, de profundes arrels pallareses, i vallenques per part de mare, Filomena de Castellarnau i de Lleopart. El seu pare, Ferran de Sagarra i de Siscar, va consagrar la seva vida a la investigació històrica i sigil·logràfica; matèria en què és un referent mundial. El besavi de Josep Maria, Ferran de Sagarra i de Llinàs, es casà amb Josepa de l'Espagnol i de Sentmenat, de la noblesa francesa.
De la seva infantesa destaca la casa senyorial del carrer de Mercaders, on hi havia una biblioteca antiga de quatre segles i, sobretot, destaca la finca de Santa Coloma de Gramenet, on va entrar en contacte per primera vegada amb la natura (de la qual n'era un apassionat). Aquest fet queda palès en una de les seves primeres proses: Els ocells amics (1922). Va començar el batxillerat a l'institut de Reus i el va acabar als Jesuïtes del carrer de Casp de Barcelona, on va donar a conèixer els seus versos de tema religiós o de tema històric, escrits indistintament en català i castellà. Només tenia quinze anys quan va publicar un sonet a La Il·lustració Catalana i uns poemes a La Revista Universitària. En aquesta època ja era lector del teatre de William Shakespeare, de les Vides paral·leles de Plutarc, dels poemes homèrics, del poeta renaixentista italià Ludovico Ariosto i de La Divina Comèdia de Dant. Així doncs, va adquirir ben aviat una formació cultural sòlida.

### L'Ateneu barcelonès i els primers reconeixements

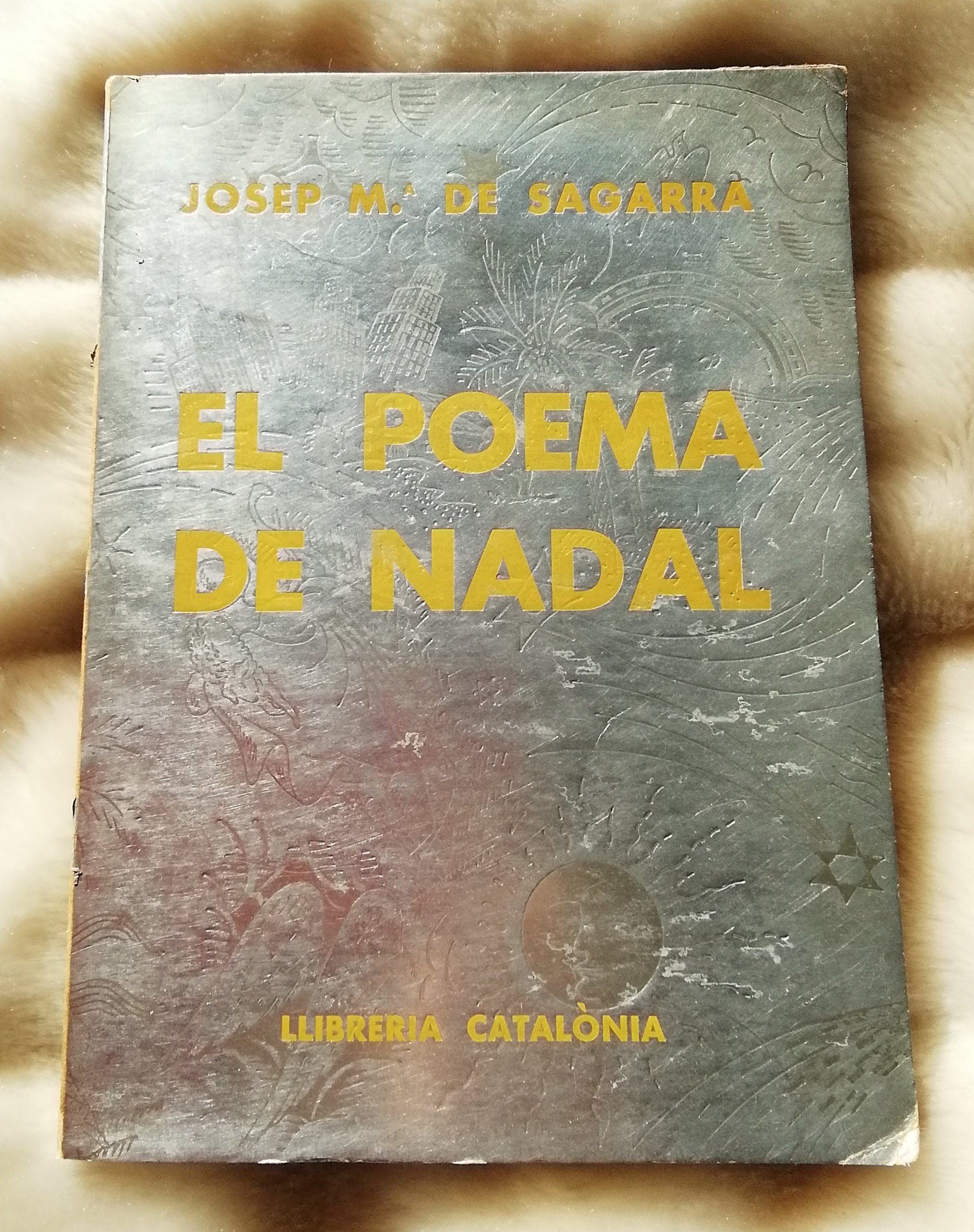
Primera edició (platejada) dEl Poema de Nadal de Josep Ma. de Sagarra publicat a Barcelona l'any 1931, amb il·lustracions d'Enric C. Ricart

El 1910 va ingressar a la facultat de Dret de la Universitat de Barcelona. Va formar part de la Penya Gran de l'Ateneu Barcelonès sota el padrinatge d'un personatge peculiar, Quim Borralleras, el qual el va introduir a les tertúlies literàries, als bons restaurants, a les terrasses dels cafès i a l'ambient del Paral·lel. L'any 1912, va guanyar el tercer accèssit a la Viola d'or i d'argent amb el poema La celestial ametista als Jocs Florals de Barcelona i el 1913, va guanyar l'Englantina d'or d'aquest certamen literari amb el poema Somni d'una nit d'hivern (Joan de l'Ós), que havia començat a gestar durant un viatge a Itàlia amb el seu pare. Aquest viatge comportà el seu gust primerenc pel cosmopolitisme i pels refinats ambients vaticans. Ja llicenciat en Dret, el 1916 va ingressar a l'Instituto Diplomático y Consular de Madrid; però, poc abans d'acabar els estudis els va deixar per dedicar-se de ple a la literatura. A Madrid, va intimar amb personatges destacats del moment i va conèixer les millors tertúlies literàries com, per exemple, la del Café de Pombo, capitanejada per Ramón Gómez de la Serna.
El seu nom començava a sonar perquè, a banda de l'Englantina d'or, havia publicat amb bona acollida el Primer llibre de poemes (1914) i El mal caçador (1915); havia estrenat al Teatre Romea Rondalla d'esparvers (1917), havia guanyat la Flor Natural als Jocs Florals de Calella amb el poema Francina (1918) i, fins i tot, havia editat una novel·la, Paulina Buxareu (1919). El seu amic José Ortega y Gasset, eminència grisa d'El Sol, era conscient que la carrera diplomàtica no satisfeia gens Sagarra i li va proposar la corresponsalia del diari a Berlín. Encara que tenia un lligam sentimental amb una noia gironina, el fet de poder passejar-se amb les despeses pagades per l'Europa Central li va fer acceptar l'oferiment. D'aquesta manera, els anys 1919 i 1921 va recórrer Txecoslovàquia, Polònia, Alemanya, Països Baixos…

### Coneixença amb Josep Pla i consolidació com a escriptor
En tornar, el seu amic Josep Pla el va convidar a la Costa Brava i li va descobrir la bellesa d'aquells paratges. Aquest fet va inspirar el nou volum de poesies Cançons de rem i de vela. El 1925 va participar en la primera guia literària de la Costa Brava, sota el títol d'Àlbum-guia La Costa Brava, impulsada per l'Ateneu Empordanès de Barcelona. A poc a poc, l'èxit i la popularitat que de ben jove havia assolit va anar creixent, sobretot gràcies al fet que la seva producció es va diversificar en tots els gèneres, amb un català vivíssim que el va apropar al gran públic. Durant una bona colla d'anys va estrenar amb gran èxit una o dues obres a l'any, i les seves novel·les van aconseguir tiratges mai assolits fins aleshores.
El 1923 va guanyar la Flor Natural als Jocs Florals de Barcelona amb el poema La balada del caminant. Entre el 1920 i el 1936, Sagarra va recollir algunes de les aspiracions més significatives d'una època que tendia al cosmopolitisme més brillant: les aspiracions nacionals de la societat catalana que identificava en les seves obres les formes més genuïnes d'emoció. I, així, Sagarra va esdevenir un mite popular que, en molts aspectes, va ocupar el lloc que havien deixat buit Frederic Soler, Jacint Verdaguer, Àngel Guimerà o Joan Maragall.
Era conscient del paper que estava duent a terme Pompeu Fabra i per això, com a escriptor, no va dubtar mai a tenir una gran cura del llenguatge. El seu bagatge cultural i el profund coneixement del país li permeteren d'exhibir una riquesa lèxica aclaparadora. Va prendre consciència del paper que ocupava dins la cultura i aquest fet el va fer revisar vells mites com El Comte Arnau (monumental poema èpic de 1928) i donar el seu toc personal a tradicions, com ara el Poema de Nadal (1931), que ell mateix va recitar en el Palau de la Música Catalana —ple de gom a gom— i els fragments del qual la gent de diverses generacions han après de memòria.
Va rebre el Premi Fastenrath de poesia i va ser declarat Mestre en Gai Saber quan va guanyar novament l'Englantina d'or l'any 1931 amb el poema Abril. Més tard, obtingué el Premi Crexells amb una de les novel·les més reeixides, Vida privada (1932), que constitueix una crònica meitat costumista, meitat proustiana de la decadència de l'aristocràcia barcelonina. Li van traduir, o es va traduir ell mateix, moltes comèdies al castellà. Entre les seves novel·les, All i Salobre va ser traduïda també al castellà i Paulina Buxareu, a l'italià.
En el camp del teatre, Sagarra va conrear també una gran varietat de gèneres. Va intervenir en la realització d'algunes de les revistes musicals més famoses del Paral·lel com ara Yes-yes (1925), Oui-oui (1926), Joy-Joy (1926) o Charivari (1927). Va estrenar comèdies, farses i sainets de costums, com ara La Llúcia i la Ramoneta (1928), Les llàgrimes d'Angelina (1928) o La Rambla de les floristes (1935). També va escriure tragèdies com Judit (1929) i, sobretot, va crear un model de poema dramàtic que recollia amb originalitat una bona part dels ingredients del drama, de la comèdia de costums i de la cançó popular catalana: La filla del Carmesí (1929), La corona d'espines (1930), L'Hostal de la Glòria (1931), El Cafè de la Marina (1933) —escrita en agosarats versos estramps— i Reina (1935).
En aquesta època, va escriure cançons i també uns quants poemes van ser musicats per Amadeu Vives, Eduard Toldrà i Enric Morera. A l'adveniment de la república (1931) li fou encarregat un projecte d'himne nacional català («El cant del poble»), al qual Vives posà música. Aquest projecte va ser prou reeixit però no va arribar a gaudir de cap popularitat. Va traduir obres de Carlo Goldoni, Molière i Luigi Pirandello. Va conrear el periodisme —com a crític teatral— i, com a articulista, va col·laborar amb assiduïtat a La Publicitat i Mirador, i va aplegar algunes d'aquestes col·laboracions en dos volums: Cafè, copa i puro (1929) i L'aperitiu (1937).
Va cultivar temibles epigrames i poemes satírics d'una comicitat esbojarrada, que durant una època publicava al setmanari El Be Negre. Sovint hom feia córrer poemets de gran causticitat que li eren atribuïts sense cap fonament, només a causa de l'anomenada que el poeta tenia. Sagarra és, amb Carles Fages de Climent, un dels autors que més s'han interessat per l'epigrama —considerat per alguns com un art menor— dins la literatura catalana contemporània.

### La Guerra civil i l'exili
El 1936 li encomanen l'Himne de l'Olimpíada Popular. L'esclat de la Guerra Civil espanyola marca un abans i un després en la seva vida i en la seva obra.
Gràcies al cònsol italià, que li professava una gran admiració arran de la publicació a La Veu de Catalunya, a partir de 1935, de la traducció en vers de La Divina Comèdia, va ajudar a fugir —entre d'altres— la seva germana, que era mare superiora del Col·legi Jesús i Maria del carrer de Casp de Barcelona. Aquests fets i els seus versos satírics contra la FAI van provocar que la seva vida en aquell moment corregués perill. L'assassinat del seu amic Josep Maria Planes, director d'El Be Negre, va resultar determinant perquè abandonés la ciutat.
Es va instal·lar al Port de la Selva, en companyia de Mercè Devesa, que —des de feia cinc anys— era la seva promesa. Ventura Gassol, conseller de Cultura de la Generalitat de Catalunya a l'època de la República, el va poder avisar que la seva vida corria perill, a causa dels esdeveniments del moment. Després d'un breu temps amagat, va esperar que un cotxe de la mateixa Generalitat de Catalunya, custodiat per homes armats, el portés fins a la frontera francesa.
Així, entre l'octubre del 1936 i l'agost del 1940, va residir a l'estranger. El 1936 es va casar amb Mercè Devesa i, entre aquesta data i el 1938, va fer un llarg viatge de noces des de Marsella fins a Tahití i les illes de la Societat. Fruits d'aquesta experiència pels mars del sud són el poemari Entre l'equador i els tròpics (1946) i el llibre de viatges La ruta blava, publicat primer en versió castellana el 1942 i, pòstumament, en l'original catalana el 1964.
El 1938 es va establir a París, on el 8 de gener de 1938 va néixer el seu fill Joan. En esclatar la guerra mundial, es va traslladar successivament a Saint-Sulpice-la-Pointe, Prada de Conflent i Banyuls de la Marenda, on es va dedicar —fonamentalment— a la traducció de La Divina Comèdia.

### El retorn a Catalunya
El 1940, de retorn a Catalunya, es va incorporar a la vida literària clandestina. Va ser membre (1942) de la secció filològica de l'Institut d'Estudis Catalans. Amb l'ajut d'alguns mecenes —especialment Francesc Cambó—, va enllestir la traducció en vers de La Divina Comèdia de Dant, reconeguda pels experts italians com la millor traducció d'aquesta obra a qualsevol llengua. També va traduir bona part (vint-i-vuit obres) del teatre de Shakespeare i va escriure el seu darrer poema narratiu: El poema de Montserrat (1950), publicat inicialment amb força passatges censurats.
A partir de 1945, va començar les negociacions per reprendre el teatre en català. La reposició de L'Hostal de la Glòria va ser un èxit clamorós. A partir d'aquí s'anima a escriure alguns drames en prosa i d'inspiració existencialista que, malgrat l'interès, van obtenir poc ressò: El prestigi dels morts (1946), La fortuna de Sílvia (1947) i Galatea (1948). El públic no va entendre l'esforç de Sagarra per a adaptar-se als nous temps. Decebut, va decidir tornar a la vella fórmula del poema dramàtic que l'havia consagrat com a gran dramaturg i va estrenar algunes de les seves obres més famoses: L'hereu i la forastera (1949), Les vinyes del Priorat (1950) i L'alcova vermella (1952).
Després de la lluita i la col·laboració que havia dut a terme en la resistència, desanimat, decideix abandonar-la progressivament i començar un període en el qual vol tornar a viure de l'escriptura, del teatre i del periodisme. Així, doncs, per diverses raons de tipus econòmic o literari més que no pas d'ideològic, Sagarra va començar a col·laborar en publicacions oficials com el Diario de Barcelona (fins al 1957), a Destino (de 1951 a 1961) i a La Vanguardia (de 1957 a 1961), evidentment en castellà. També va acceptar el càrrec de conseller de la Societat General d'Autors a Madrid. Aquestes col·laboracions van promoure algunes campanyes negatives que desqualificaven la seva persona i la seva obra, i que van acabar fent-lo sentir marginat dels cercles culturals catalans durant una bona colla d'anys.

### La plenitud de l'escriptor
L'any 1954, amb seixanta anys, emprèn l'escriptura de les Memòries —gènere poc conreat a Catalunya i que amb Sagarra assoleix una qualitat extraordinària— i decideix estrenar una de les obres que li tornaria l'èxit que havia perdut aquells darrers temps: La ferida lluminosa, un drama burgès d'intenció religiosa que va ser traduït al castellà per José María Pemán, al portuguès i a l'anglès, va ser guardonat amb el Premio Nacional de Teatro i va ser portada al cinema dues vegades: el 1956, dirigida per Tulio Demicheli i doblada després al català, i el 1997, dirigida per José Luis Garci.
Els dos darrers anys de la seva vida va escriure El senyor Perramon i El fiscal Requesens, versions molt personals de Molière i Nikolai Gógol —respectivament—, fetes a mida per a l'actor còmic Joan Capri.
El govern espanyol, el 1960, li concedeix la Gran Cruz de Alfonso X el Sabio. El fet que acceptés la condecoració va fer rebrotar les crítiques dels sectors catalans de la resistència cultural per la seva actitud condescendent amb el règim franquista. En els seus últims anys de vida era membre de l'Institut d'Estudis Catalans, l'Acadèmia de les Bones Lletres i del Consell General d'Autors d'Espanya.

### La desaparició i el llegat d'un gran escriptor

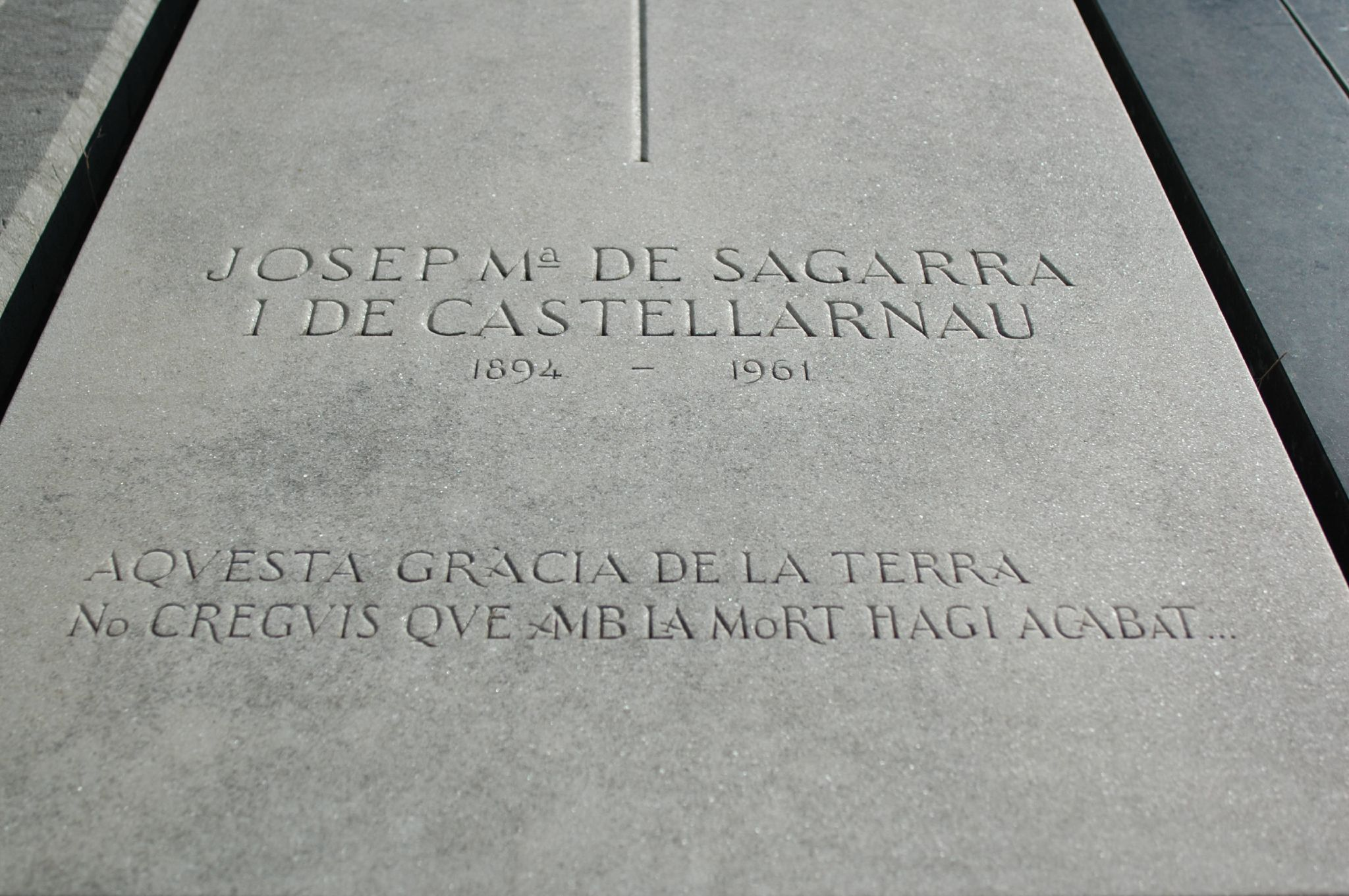
Làpida de la tomba de l'escriptor

L'any 1961, Josep Maria de Sagarra preparava una llarga estada a Roma amb una subvenció de la Fundación Juan March, per a escriure una obra ambiciosa sobre el Vaticà i la Ciutat Eterna, i exercir la corresponsalia especial de La Vanguardia i de Ya, per enviar cròniques sobre el Concili Ecumènic Vaticà II, però un carcinoma li va provocar una llarga agonia que el va portar a la mort el 27 de setembre de 1961.
La seva obra poètica ha estat musicada per intèrprets com Toni Subirana, Guillermina Motta, Lluís Llach, Ramon Muntaner, Ovidi Montllor i Celdoni Fonoll, entre d'altres, que l'han difosa a les noves generacions.
En commemoració del centenari del seu naixement, el 1994 es va iniciar la reedició de l'obra completa a l'Editorial 3 i 4 de València. Des d'institucions i entitats es va recordar l'autor amb exposicions i actes diversos, i es van representar novament algunes de les seves obres dramàtiques, que de fet mai no han estat oblidades per grups de teatre aficionat de tot el país. Les seves traduccions del teatre de William Shakespeare són sovint les que utilitzen moltes companyies catalanes actuals, per revisar el dramaturg més universalment representat. L'ajuntament de Santa Coloma de Gramenet, població amb la qual Josep Maria de Sagarra havia mantingut vincles de petit, va posar el seu nom al nou teatre municipal de la ciutat.

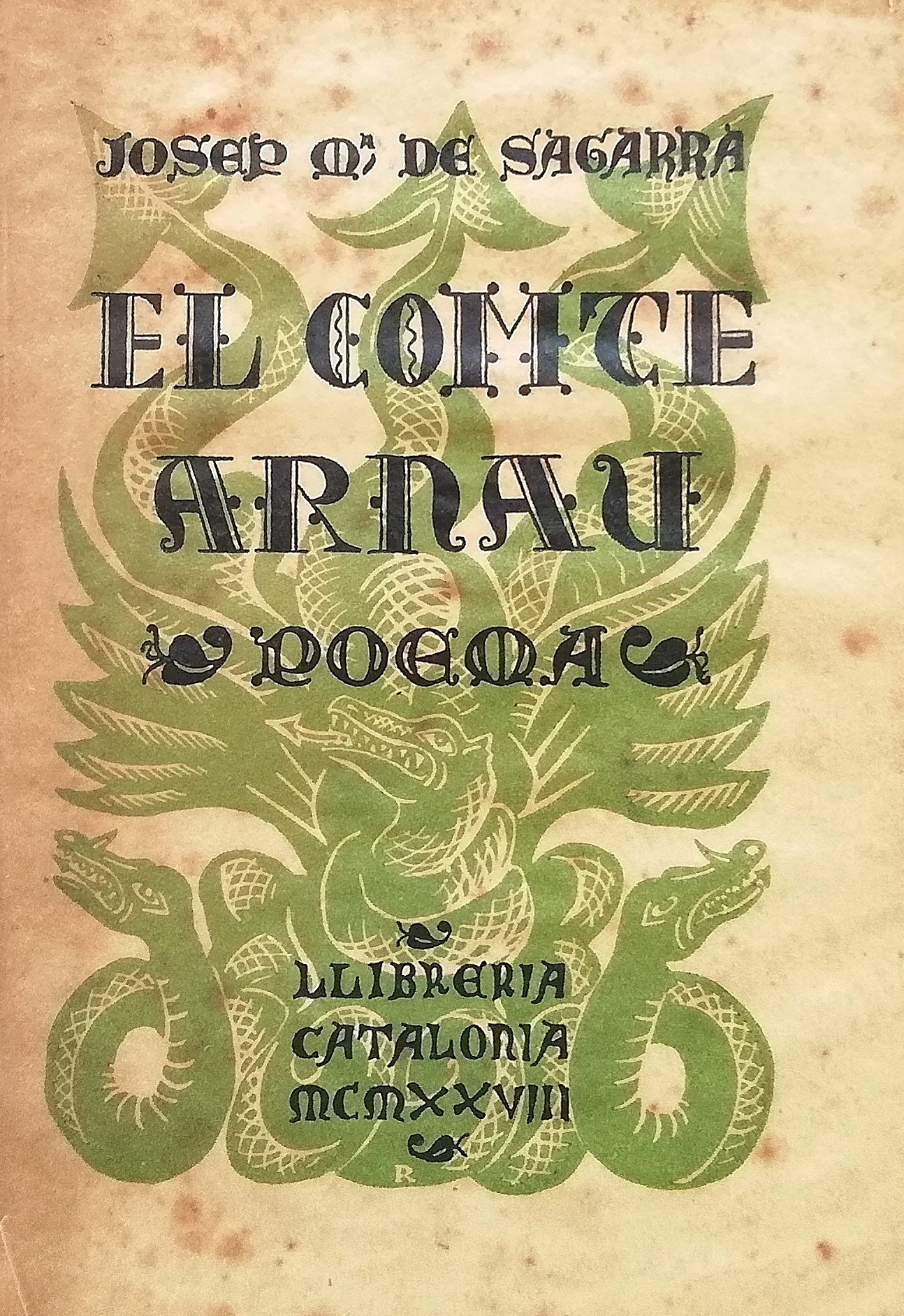
El Comte Arnau, primera edició de l'any 1928 publicada a Barcelona

## Obres

### Poesia
- Primer llibre de poemes, 1914, reed. 1996.
- El mal caçador, 1916, reed. 1915, 1916, 1925, 1957, 1962, 1996.
- Cançons d'abril i de novembre, 1918, reed. 1962, 1985, 1996.
- Cançons de taverna i d'oblit, 1922, reed. 1996.
- Cançons de rem i de vela, 1923, reed. 1937, 1947, 1962, 1962, 1985, 2002.
- Cançons de totes les hores, 1925, reed. 1985, 1996.
- El comte Arnau, 1928, reed. 1942, 1949, 1957, 2006.
- El poema de Nadal, 1931, reed. 1948, 1950, 1957, 1962, 1995, 2003, 2008.
- La rosa de cristall , 1933, reed. 1996, 1998.
- Àncores i estrelles, 1936, reed.1949, 1996, 1998.
- Entre l'equador i els tròpics, 1937, reed. 1947, 1996, 1998.
- El poema de Montserrat, 1956, reed. 1996, 1998.
- Poemes satírics, 1989, reed. 1990, 1996, 2003.

### Teatre
- 1918. Rondalla d'esparvers. Poema en 2 actes, estrenat al teatre Romea de Barcelona, el 10 de gener de 1918.
- 1919. Joan Enric. Poema dramàtic, retirat per l'autor en plens assajos (mes de gener) al teatre Romea de Barcelona.
- 1919. Dijous Sant. Poema en 3 actes, estrenat al teatre Romea de Barcelona, el 6 d'octubre de 1919, amb Bartomeu Soler Rabassó de principal intèrpret..
- 1921. L'estudiant i la pubilla. Drama en 3 actes, estrenat al teatre Romea de Barcelona, el 21 de maig de 1921.
- 1921. El jardinet de l'amor. Comèdia en 3 actes, en vers, estrenada al teatre Romea de Barcelona, el 7 d'octubre de 1921.
- 1922. La careta, 1922.
- 1922. Cançó de taverna. Poema en un acte, estrenat al teatre Romea de Barcelona, l'11 de maig de 1922.
- 1922. El matrimoni secret. Comèdia grotesca en 3 actes, estrenada al teatre Romea de Barcelona, el 24 d'octubre de 1922.
- 1923. El foc de les ginesteres. (Escenes de 1640). Comèdia en 3 actes, estrenada al Teatre Victòria de Barcelona el 6 de maig de 1923.
- 1923. Cançó d'una nit d'estiu. Un acte, estrenat al teatre Romea de Barcelona, el 20 de maig de 1923.
- 1923. Les veus de la terra. Poema dramàtic, en 4 actes i en vers, estrenat al teatre Romea de Barcelona, el 10 d'octubre de 1923.
- 1924. Fidelitat. Poema dramàtic, en 3 actes i en vers, estrenat al teatre Romea de Barcelona, el 14 de novembre de 1924.
- 1925. La màscara. Drama en 3 actes, escrit la primavera de 1925 i destinat per a ser estrenat per Enric Borràs. L'estrena no es va dur a terme.
- 1925, 5 de maig. El senyor Pupurull. Farsa en tres actes, adaptació lliure de Georges Dandin de Molière. Estrenada al teatre Romea de Barcelona.
- 1925. La follia del desig. Drama en 2 actes, estrenat al teatre Romea de Barcelona, el 15 de desembre de 1925.
- 1926. Marçal Prior. Poema en 5 actes, estrenat al teatre Teatre Novedades de Barcelona, el 29 d'octubre de 1926.
- 1926?. La modista o Llucieta Sangenís, comèdia en 3 actes inèdita i mai no representada.
- 1927. Un estudiant de Vic. Comèdia en 3 actes i en vers, estrenada al Teatre Novedades de Barcelona, l'1 d'octubre de 1927.
- 1927. L'assassinat de la senyora Abril. Comèdia dramàtica en 3 actes, estrenada al teatre Romea de Barcelona, el 14 de desembre de 1927.
- 1927. Andreu, el navegant. Llibret per una òpera d'Enric Morera inèdita i mai no representada.
- 1928. La Llúcia i la Ramoneta. Farsa en 3 actes i en vers, estrenada al Teatre Novedades de Barcelona, el 28 d'abril de 1928.
- 1928. Molière. de Carlo Goldoni, amb versió catalana de Sagarra, en versos alexandrins com a l'original. Estrenada al Teatre Novetats de Barcelona, la vetlla del 22 de maig, en una funció a benefici del director de la companyia Joaquim Montero.
- 1928. Les llàgrimes d'Angelina. Comèdia en 3 actes i en vers, estrenada al Teatre Novedades de Barcelona, el 30 d'octubre de 1928.
- 1929. Judit. Misteri en 3 actes, estrenat al Teatre Novedades de Barcelona, el 16 d'abril de 1929.
- 1929. La filla del Carmesí, estrenada al Teatre Novedades de Barcelona, el 5 d'octubre de 1929.
- 1930. Gardènia. Poema dramàtic en 6 quadres, estrenat al teatre Talia de Barcelona, el 19 d'abril de 1930.
- 1930. El cas del senyor Palau. Farsa en 3 actes i en vers, estrenada al Teatre Novedades de Barcelona, l'any 1930.
- 1930. La perla negra. Comèdia romàntica en 3 actes i en vers, estrenada al Teatre Novedades de Barcelona, l'any 1930.
- 1930. La corona d'espines. Poema dramàtic en 3 actes, estrenat al Teatre Novedades de Barcelona, el 17 d'octubre de 1930. Representat la temporada 1993/1994 al Teatre Romea i de gira per Catalunya amb direcció d'Ariel García Valdés i participació de Josep Maria Pou.
- 1931. L'hostal de la Glòria. Poema dramàtic, estrenat al teatre Romea de Barcelona, el 7 d'octubre de 1931.
- 1931. Les tres Gràcies. Estampa gortesca, estrenada al Teatre Novedades de Barcelona, el 10 d'octubre de 1931.
- 1931. La priora del Roser. Poema dramàtic en 3 actes i en vers, estrenat al Teatre Novedades de Barcelona, l'11 de novembre de 1931.
- 1932. L'alegria de Cervera. Estrenada al teatre Romea de Barcelona, el 26 de març de 1932.
- 1932. Desitjada. Poema en 3 actes, estrenat al teatre Romea de Barcelona, el 7 d'octubre de 1932.
- 1933. El "Cafè de la Marina". Poema en 3 actes, estrenat al teatre Romea de Barcelona, el 14 de febrer de 1933. Representat la temporada 2002/2003 al Teatre Nacional de Catalunya, direcció de Rafel Duran.
- 1933. L'Estrella dels miracles. Poema en 3 actes, estrenat al teatre Romea de Barcelona, el 3 d'octubre de 1933.
- 1933. Gardènia, 1933.
- 1934. La plaça de Sant Joan. Comèdia en 3 actes i en vers, estrenada al teatre Romea de Barcelona, el 9 de novembre de 1934.
- 1935. La Rambla de les Floristes. Comèdia en 3 actes, estrenada al teatre Poliorama de Barcelona el 21 de març de 1935.
- 1935. Reina. Poema en 3 actes, estrena al teatre Nou de Barcelona, el 20 d'abril de 1935.
- 1935. Roser florit. Comèdia en 3 actes, estrenada al Teatre Novedades de Barcelona, el 30 d'octubre de 1935.
- 1936. La cançó de la filla del marxant. Poema en 3 actes i en vers, estrenat al teatre Espanyol de Barcelona, el 28 de maig de 1936.
- 1946. El prestigi dels morts. Comèdia dramàtica en 3 actes i 6 quadres, estrenada al teatre Romea de Barcelona, el 17 d'octubre de 1946.
- 1947. La fortuna de Sílvia Comèdia en 3 actes. Estrenada al teatre Romea de Barcelona, el 5 d'abril de 1947.
- 1948. Galatea. Farsa en 3 actes i 6 quadres del nostre temps, estrenada al Teatre Victòria de Barcelona, el 15 de desembre de 1948. Es va representar la temporada 1998/1999 al Teatre Nacional de Catalunya, amb direcció d'Ariel García Valdés i participació de Pere Arquillué, Joan Carreras, Camilo García, Anna Güell, Anna Lizaran, Joan Massotkleiner i Artur Trias, entre d'altres.
- 1948. Ocells i llops. Drama en 3 actes, estrenada al teatre Apol·lo de Barcelona, el 15 de novembre de 1948.
- 1949. L'hereu i la forastera. Poema en 3 actes, estrenat al teatre Romea de Barcelona, el 17 de novembre de 1949.
- 1950. Els comediants. Poema en 3 actes, estrenat al teatre Romea de Barcelona, el 18 d'abril de 1950.
- 1950. Les vinyes del Priorat. Poema en 3 actes, estrenat al teatre Romea de Barcelona, el 9 de novembre de 1950.
- 1950. El poema de Nadal. Revisió d'una peça tradicional catalana, estrenat a Badalona. S'ha dut a escena en diverses ocasions, moltes d'elles dirigit per Esteve Polls, la darrera vegada els dies 18, 25 i 26 de desembre de 2007 al Teatre Nacional de Catalunya.
- 1952. L'alcova vermella. Comèdia dramàtica en 3 actes i en vers, estrenada al teatre Romea de Barcelona, el 15 de febrer de 1952.
- 1952. L'amor viu a dispesa. Comèdia en 3 actes, estrenada al teatre Romea de Barcelona, el 26 de novembre de 1952.
- 1954. La ferida lluminosa. Estrenada al teatre Romea de Barcelona, el 18 de novembre de 1954.
- 1955. La paraula de foc. Drama dividit en 4 quadres, estrenat el 28 d'octubre de 1955, al Teatre Romea de Barcelona.
- 1958. El pobre d'esperit i els altres. Comèdia en 2 actes, el primer dividit en 2 parts, estrenada al teatre Guimerà de Barcelona, el 16 d'abril de 1958.
- 1959. Soparem a casa. Comèdia en 2 actes i 5 quadres. Estrenada al teatre Romea de Barcelona, el 29 de desembre de 1959.
- El senyor Perramon. Adaptació lliure de L'avare de Molière, en 2 parts i 6 quadres. Estrenada al teatre Candilejas de Barcelona.
- El fiscal Requesens. Comèdia en 1 pròleg i 2 parts, adaptació lliure d'El casament de Nikolai Gógol.
- El comte Arnau, poema dut a escena com a monòleg en el marc del Festival Grec de l'any 2005, muntatge dirigit per Antonio Calvo i representat per Lluís Soler.

### Novel·la
- Paulina Buxareu, 1919
- All i salobre, 1929
- Vida privada, 1932

### Reculls d'articles periodístics
- Cafè, copa i puro, 1929
- L'aperitiu, 1937, reed. 1946
- Cola de gallo, 1959, en castellà
- L'ànima de les coses, 2001
- El perfum dels dies, 2004

### Altres obres
- Els ocells amics, 1922
- Elogi dels ocells, 1924
- David i Jonathàs, 1924
- El cas del doctor Hipòlit, 1924
- Maria Pia, 1924
- La ruta blava, 1942 en castellà, 1964 en català
- Memòries, 1954
- La bruixa dels panellets, 1960
- Verdaguer, poeta de Catalunya, 1968

### Traduccions i versions
- El barret de cascavells, de Luigi Pirandello (1923)
- Màrius, de Marcel Pagnol (1930)
- La Divina Comèdia, de Dante Alighieri, 1950
- El senyor Perramon, versió de L'avar de Molière, 1960
- El fiscal Requesens, versió d'El casament de Nikolai Gógol, 1961
- Vint-i-vuit obres de William Shakespeare